# Opopeo
Opopeo är en ort i Mexiko.   Den ligger i kommunen Salvador Escalante och delstaten Michoacán de Ocampo, i den södra delen av landet, 260 km väster om huvudstaden Mexico City. Opopeo ligger 2 249 meter över havet och antalet invånare är 8 601.
Terrängen runt Opopeo är huvudsakligen kuperad. Opopeo ligger nere i en dal. Runt Opopeo är det ganska tätbefolkat, med 78 invånare per kvadratkilometer. Närmaste större samhälle är Pátzcuaro, 11,6 km norr om Opopeo. I omgivningarna runt Opopeo växer huvudsakligen savannskog.